# Església de Sant Tomàs de Fluvià
L'església de Sant Tomàs de Fluvià és una església romànica del nucli de Sant Tomàs de Fluvià, municipi de Torroella de Fluvià (Alt Empordà). Està declarada Bé Cultural d'Interès Nacional.

## Descripció

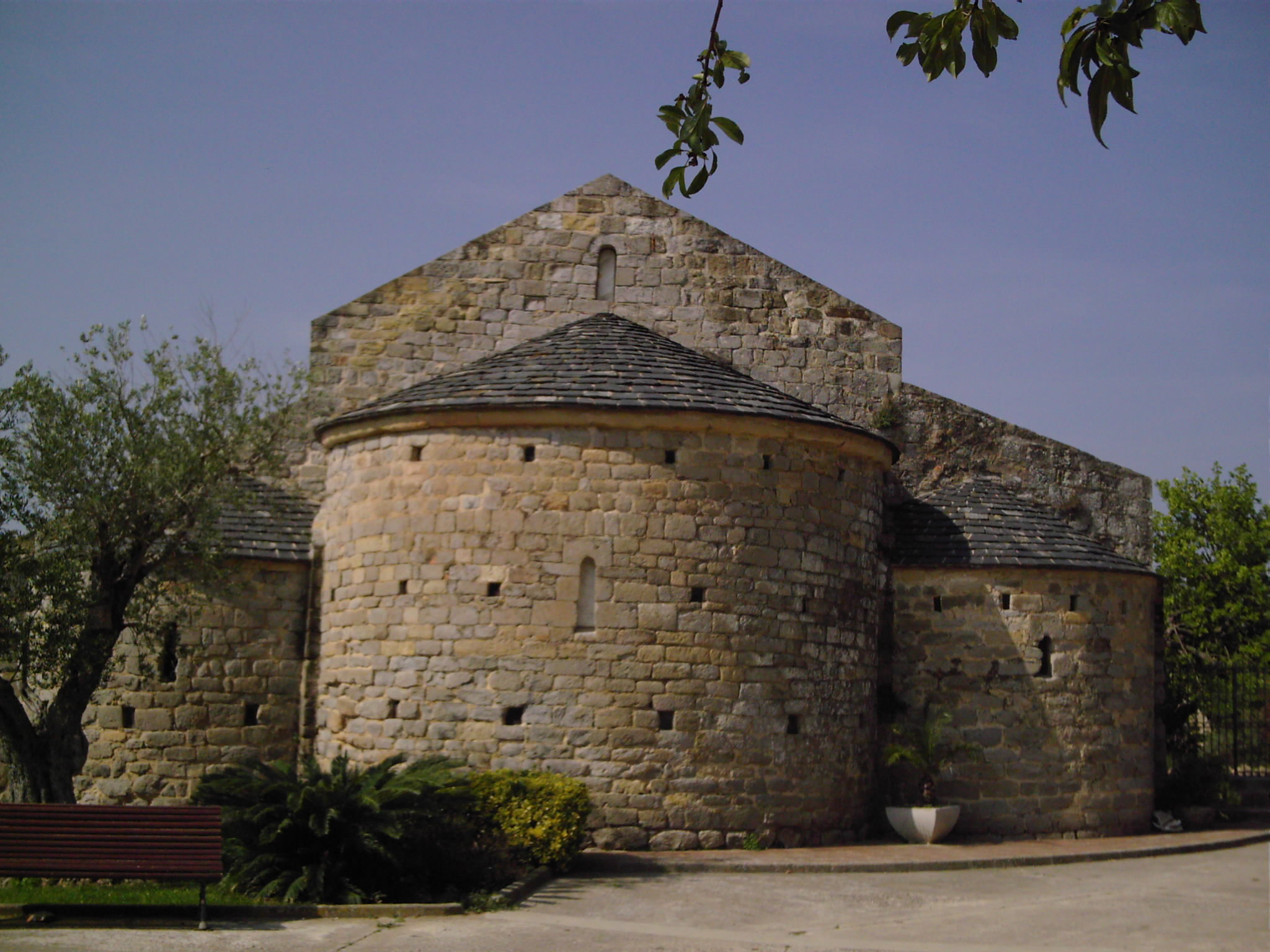
Capçalera

Es tracta d'una senzilla construcció aïllada en el moment de la construcció, però adossada actualment per una de les seves façanes laterals a una altra construcció. És una església d'una sola nau amb transsepte i capçalera de tres absis de planta semicircular a l'exterior i de ferradura a l'interior; l'absis central correspon a la nau i els laterals als braços del transsepte. La coberta és de teula, a dues vessants a dos nivells, més baix el dels extrems del transsepte. Té volta de canó amb arcs torals a la nau, i volta apuntada en el tram del transsepte. La façana presenta una porta d'accés d'arc de mig punt amb grans dovelles de pedra i escut a la clau doble obertura amb dos arcs escarsers, de maó. Exteriorment un mur sobrealçant assenyala la separació entre els absis i la nau i amaga la superior alçada de la nau i el transsepte en relació als absis. El material emprat en la construcció va ser la pedra, amb aparell regular disposat en filades horitzontals, i carreus ben escairats als angles.
Conserva un conjunt pictòric descobert en restaurar la coberta. A l'absis s'hi troba la figura del Senyor en Majestat dins d'una mandorla i rodejat pel tetramorf i àngels. Al costat nord s'hi veu l'entrada de Jesús a Jerusalem el diumenge de Rams, a sobre de la qual hi ha representat el Sant Sopar, i a continuació l'empresonament de Jesús, apareix com Sant Pere talla una orella a Malcus i després la figura de Jesús qui el cura, mentre un soldat li agafa l'altra braç. La següent escena és la Crucifixió. L'últim tema és de les tres Maries davant del sepulcre.

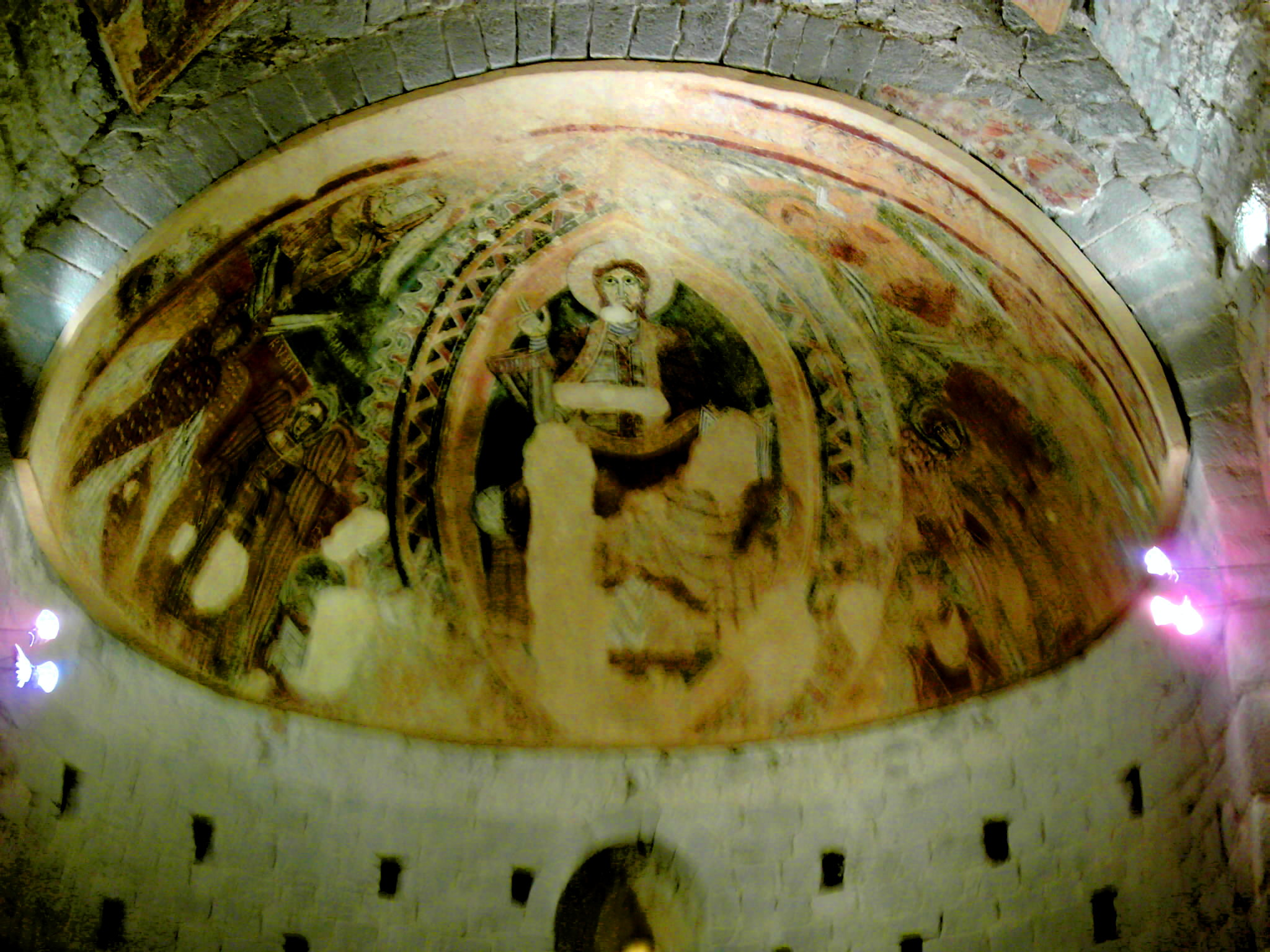
Frescos de l'absis
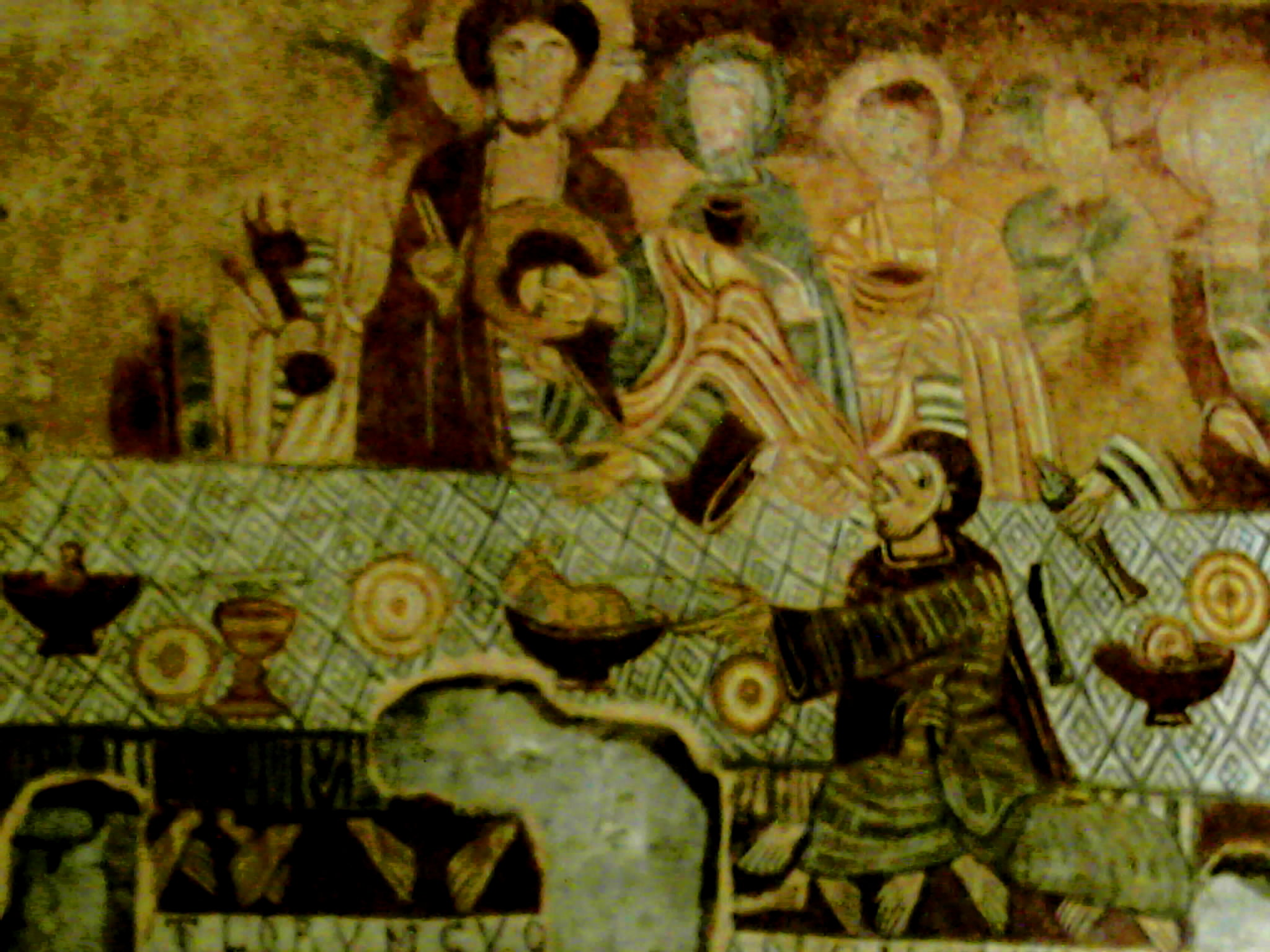
Frescos de la volta

A l'interior de l'església es conserva una pica baptismal d'època romànica.

## Història
L'església parroquial de Sant Tomàs de Fluvià és un edifici romànic del segle xi, bastit sobre les restes de construccions anteriors, probablement dels segles vii i viii. Va formar part del monestir benedictí fundat pels monjos de Sant Víctor de Marsella vers l'any 1070. Malgrat haver-se destruït el seu arxiu parroquial el 1936, se sap que va deixar de dependre de Marsella durant el segle xv, i que a partir dels segles xvi i xvii va ser regit per eclesiàstics de la diòcesi de Girona. Fins a l'any 1789 en què va ser convertida en parròquia, l'església depenia de la de Sant Martí de Canyà. L'any 1835, a conseqüència de la desamortització, el priorat de Sant Tomàs de Fluvià va ser extingit definitivament. Durant les obres de consolidació de la coberta del temple, el 1982, es va descobrir un conjunt de pintures murals romàniques de gran interès.